# 유광렬 (1880년)
유광렬(柳光烈, 1880년 음력 10월 30일 ~ ?)은 대한제국과 일제강점기 초기의 관료이다. 본관은 문화이다.

## 생애
한학을 공부하다가 1895년에 교동소학교에 입학하면서 신학문을 접했다. 이후 경무학교와 광성학교에서 일본어를 배웠고, 1906년에는 경무청에서 개설한 일어속성학교를 수료했다.
경무학교를 졸업하고 1898년에 순검이 되어 경찰계에 입문했다. 경무청 일어속성학교를 수료한 뒤에는 충청북도 청주군의 청주분견소에서 통역생으로 일하게 되었다. 1907년에 내부로 이동하여 치도국 서기가 되면서 관리로 전업했다.
1910년에 한일 병합 조약으로 조선총독부 체제가 출범하였고, 내부 주사였던 유광열은 총독부 내무부 지방국으로 소속이 이동되었다. 곧 전라북도 흥덕군 군수로 발령받았으며, 이후 순창군 군수를 지냈다.
1912년에 일본 정부로부터 한국병합기념장을 수여받은 바 있다. 순창군수로 재직하던 1913년을 기준으로 정8위에 서위되어 있었다.
민족문제연구소가 2008년에 공개한 민족문제연구소의 친일인명사전 수록예정자 명단 중 관료 부문에 포함되었다.

## 참고자료
- 유광열(柳光烈) - 국사편찬위원회